# Бхагалпур (округ)
Бхагалпур (англ. Bhagalpur) — округ на востоке индийского штата Бихар. Административный центр — город Бхагалпур. Площадь округа — 2570 км². По данным всеиндийской переписи 2001 года население округа составляло 2 423 172 человека. Уровень грамотности взрослого населения составлял 49,50 %, что ниже среднеиндийского уровня (59,5 %).